# Corps Saxonia Hannover

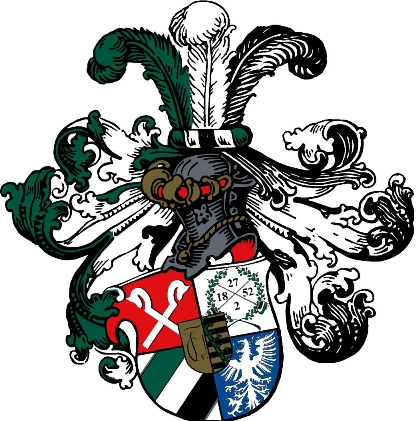
Wappen der Saxonia

Das Corps Saxonia Hannover ist ein Corps im Weinheimer Senioren-Convent (WSC). Das Corps ist pflichtschlagend und farbentragend. Es vereint Studenten und ehemalige der hannoverschen Hochschulen und Fachhochschulen. Die Corpsmitglieder werden Saxen genannt.

## Couleur
Saxonia trägt die Farben Grün-Weiß-Schwarz mit silberner Perkussion. Die Füchse tragen die Farben Schwarz-Weiß-Schwarz mit silberner Perkussion. Das Wappen der Saxonia zeigt eine Vierung mit den Sachsenköpfen im roten Feld links oben, dem weißen sächsischen Adler im blauen Feld rechts unten, sowie dem Farbenband und dem Schlägerkreuz mit Kranz und Stiftungsdatum in den beiden anderen Feldern. In der Mitte befindet sich ein zweiter, kleinerer Schild, der den Zirkel und die sächsische Raute zeigt.

## Geschichte

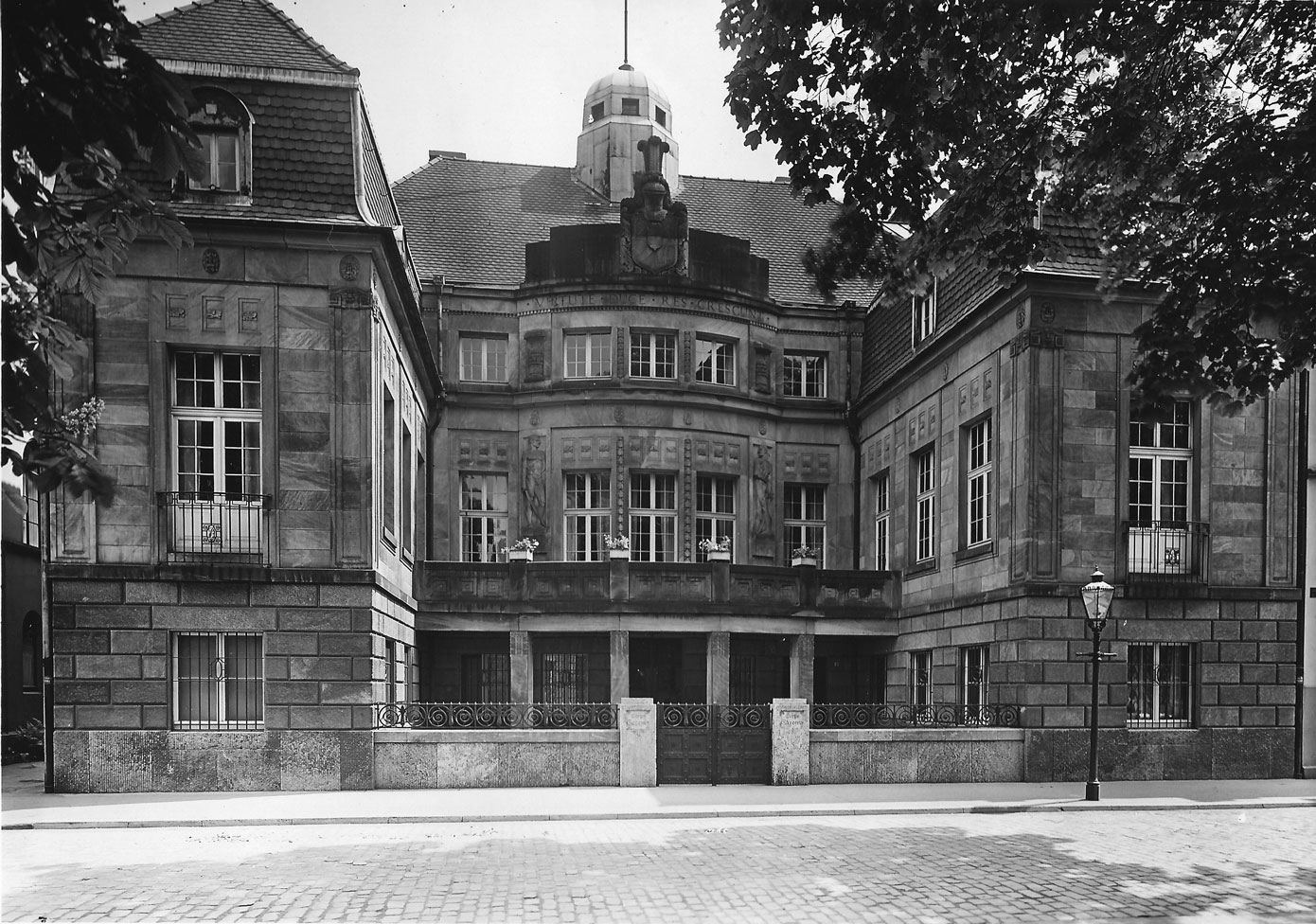
Corpshaus der Saxonia, um 1912

Gestiftet wurde das Corps am 27. Februar 1852 vom Ingenieur Harry Bock von Wülfingen (1829–1881) zusammen mit anderen Mitgliedern des „Polytechniker-Gesang-Vereins“ (PGV), wobei der PGV seinen Namen im Jahre 1914 zu „Hansea“ änderte und damit die Tradition als älteste Studentenverbindung Hannovers weiterführt. Das Corps Saxonia ist Gründungsmitglied im Weinheimer Senioren-Convent (WSC). Bock von Wülfingen war Direktor der Hannoverschen Maschinenbau AG (Hanomag) und hatte zuvor schon den PGV als studentische Korporation gegründet. Wilhelm Kleinschmidt (1831–1890), ebenfalls PGV-Mitglied, war erster Senior der Saxonia.
Am 31. März 1852 trat Saxonia dem SC zu Hannover bei. Am 27. Februar 1856 stifteten Mitglieder der Saxonia Hannover unter gleichen Farben, gleichem Zirkelspruch, gleichem Wahlspruch und einem gemeinsamen Wappen das spätere Kartellcorps Saxonia Karlsruhe. Am 6. Februar 1857 schlossen beide Corps einen Kartellvertrag ab. Das Saxenkartell hat bis heute Bestand und ist das älteste im WSC. Am 9. Januar 1863 stiftete Saxonia das Corps Teutonia Hannover. Am 7. April 1863 gehörte Saxonia zu den Gründungscorps des WSC. Die dritte Corpsgründung, die von Saxonia ausging, war die Stiftung des Corps Saxonia Danzig am 18. Oktober 1904, mit dem es am 27. Februar 1922 verschmolz, nachdem dieses bereits am 2. April 1912 suspendiert hatte.
Das heutige Corpshaus in der Wilhelm-Busch-Straße 16 (Nordstadt) wurde im Jahr 1912 nach Plänen von Hermann Schaedtler erbaut und verfügt unter anderem über einen Ballsaal und zwölf Studentenzimmer.

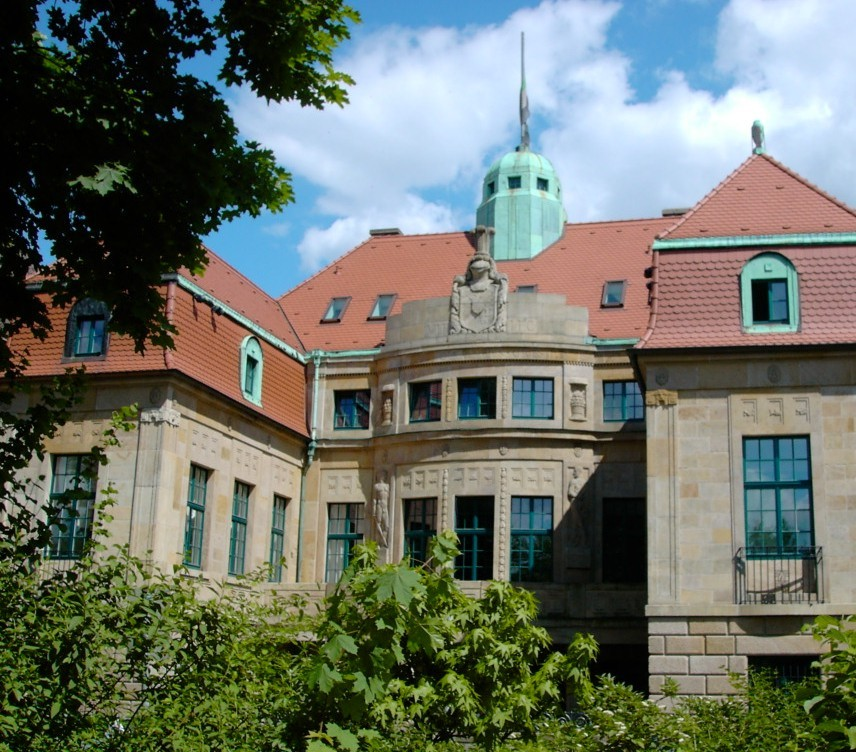
Corpshaus der Saxonia, 2006

Nach der durch die Nationalsozialisten erzwungenen Selbstauflösung des Corps am 27. Oktober 1935 rekonstituierte Saxonia am 21. Juni 1949 an der Technischen Universität Hannover.

## Corps Saxonia Danzig

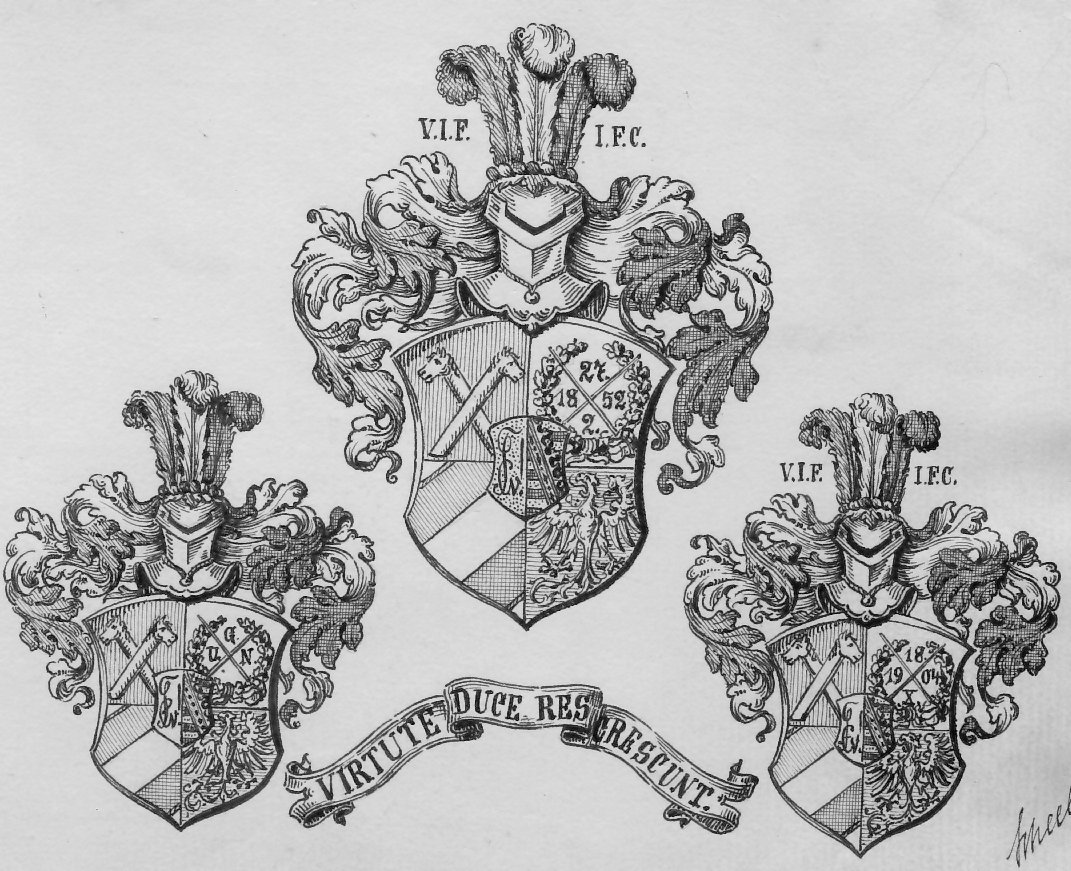
Wappen der drei Saxencorps (v.l.n.r Karlsruhe, Hannover und Danzig)

Am 18. Oktober 1904, zwölf Tage nach der Einweihung der Technischen Hochschule Danzig, stifteten auf Initiative von Aute Bode drei Corpsburschen der Saxonia Hannover im Hotel Danziger Hof das Corps Saxonia Danzig. Das Corps erhielt die gleichen Farben und Mützen, dasselbe Wappen, denselben Wahlspruch und Wappenspruch wie das Muttercorps. Der Zirkel wurde durch einen kleinen zusätzlichen Querstrich geringfügig geändert. Die Satzungen wurden ebenso mit nur wenigen Änderungen übernommen. Als studentische Fechtwaffe wurde der Glockenschläger eingeführt.
Nachdem die ersten Mensuren noch außerhalb Danzigs im SC zu Berlin (WSC) gefochten worden waren, konnte am Ende des ersten Semesters mit der freischlagenden Verbindung Borussia, dem späteren Corps Borussia, ein Paukverhältnis abgeschlossen werden. Im Februar 1905 wurde Saxonia Mitglied des Saxenkartells. Am 4. Mai 1905 trat sie mit dem zwei Tage zuvor eröffneten Corps Baltica zum Danziger Senioren-Convent zusammen.
Saxonia erfreute sich an der Hochschule großen Ansehens, war auch in der Danziger Gesellschaft gut eingeführt und stand bei den Behörden in Gunst. Mit dem Offizierkorps des 2. Westpreußischen Feldartillerie-Regiments Nr. 36 wurden freundschaftliche Beziehungen gepflegt. Auch Marineoffiziere, die zur Ausbildung vorübergehend an der TH Danzig waren, gehörten zu den häufigen Gästen des Corps.
Im Sommersemester 1912 kam es zu einer schweren Säbelforderung eines aktiven Mitglied der Saxonia gegen einen anderen Studenten und einer Tätlichkeit des Forderers gegen den Geforderten, infolgedessen dem Sachsen das consilium abeundi erteilt und das Corps Saxonia auf ein Jahr von der Hochschule suspendiert wurde. Der Vorfall, der ein gerichtliches Nachspiel hatte, wurde von der Anti-Duell-Liga auch in der Presse aufgegriffen. Saxonia konnte nach Ablauf der behördlichen verhängten Suspension nicht restituieren und ging am 27. Februar 1922 in Saxonia Hannover auf.

## Corps Teutonia Hannover
Ein erstes Corps Teutonia wurde im November 1851 an der Polytechnischen Schule Hannover gegründet, das im Februar 1852 vom Rektor die Zulassung als farbentragende Verbindung erhielt. Am 25. Februar schloss sich diese Teutonia mit der schlagenden Verbindung Visurgia zu einem Senioren-Convent zusammen, dem am 31. März 1852 das Corps Saxonia beitrat. Vom 5. Juni 1852 bis zum Beginn des Wintersemesters 1852/53 war Teutonia durch das Direktorium aufgelöst. Am 8. Oktober 1853 löste sich Teutonia dann selbst auf, nachdem der Rektor von den Mitgliedern eine Erlaubnis der Eltern zum Aktivwerden verlangt hatte. Das Inventar wurde der Saxonia übergeben.
Am 9. Januar 1863 wurde das zweite Corps Teutonia Hannover von 6 Mitgliedern der Saxonia Hannover gegründet. Das Inventar der ersten Teutonia, das im Jahr 1853 der Saxonia übergeben worden war, wurde dabei übernommen. Das neu gegründete Corps gilt jedoch nicht als Fortsetzung der alten Teutonia. Unmittelbar nach der Gründung erneuerten Teutonia und Saxonia den Hannoveraner Senioren-Convent, der auf telegrafischem Wege vom Karlsruher Senioren-Convent anerkannt wurde. Wenige Wochen später traten die Mitglieder der Vereinigung der Livländer der Teutonia bei.
Teutonia gehörte am 7. April 1863 in Frankfurt am Main zu den zehn Gründungscorps des Allgemeinen Senioren-Convents (ASC), des späteren Weinheimer Senioren-Convents (WSC). Das Wappen mit den Farben grün-weiß-rot und dem Zirkel der Teutonia befindet sich noch heute am Wappentor der Wachenburg, es ist das zweite Wappen von links in der unteren mittleren Reihe.
Die Entwicklung in den Folgejahren war unstet, das Corps musste zeitweilig den aktiven Betrieb einstellen, so vom Ende des Wintersemester 1867/68 bis zum Anfang des Sommersemester 1868, von Ende November 1870 bis Oktober 1871 und vom 1. Februar 1878 bis zum 4. April 1878. Nachdem es unter anderem auf dem Kaiser-Kommers der Studentenschaft aus Anlass der Feier des missglückten Attentats von Max Hödel auf Kaiser Wilhelm I. im Jahre 1878 zu Streitigkeiten zwischen Angehörigen der Teutonia und einem Mitglied des Corps Alemannia gekommen war, wurde vom Hannoveraner Senioren-Convent über Teutonia der sogenannte gelinde SC-Verruf (Ausschluss) auf unbestimmte Zeit ausgesprochen. Später wurde dieser Ausschluss aufgehoben und auf die beteiligten Personen beschränkt. Ende 1879 musste Teutonia jedoch endgültig den aktiven Betrieb einstellen. Die Altherrenschaft bestand bis zur Auflösung des Weinheimer Senioren-Convents im Jahr 1935 weiter und war eng mit dem Corps Saxonia Hannover verbunden.

## Bekannte Mitglieder
- Johann Peter Blank (1925–2014), Präsident des Bundesbahn-Zentralamt in Minden, Vorsitzender des Weinheimer Verbandes Alter Corpsstudenten
- Harry Bock von Wülfingen (1829–1881), Maschinenbauingenieur
- Aute Bode (1846–1921), Bauunternehmer, Oberingenieur, Gründer des Weinheimer Verbandes Alter Corpsstudenten, Vater der Wachenburg
- Georg Bokelberg (1842–1902), Bauingenieur, Architekt und Stadtbaurat sowie Eisenbahner
- Hermann Wilhelm Bödeker (1799–1875), evangelischer Pastor in Hannover
- Gustav Brüninghaus (1875–1955), Stahlindustrieller
- Ernst Bühring (1844–1928), Architekt
- Fritz Clarfeld (1886–1935), Industrieller und Politiker
- Gerrit van Delden (1842–1925), Chemiker und Textilindustrieller
- Hendrik van Delden (1872–1950), Baumwollspinnerei- und Zwirnereibesitzer
- Gustav Fusch (1871–1943), Maschinenbau-Industrieller
- Wilhelm Germelmann (1850–1919), Bauingenieur für Wasserbau, Küsten- und Hafenbau
- Alfred Gröbler (1865–1926), Montanindustrieller
- Ernst Grosse (1883–1945), Direktor und Vorstandsmitglied der Hannoverschen Portlandzementfabrik AG, Vorsitzender des Industrievereins Hannover, Abgeordneter zum Hannoverschen Provinziallandtags
- Franz Haniel junior (1842–1916), Unternehmer in der Montanindustrie
- Hans-Dieter Harig (1938–2024), Industriemanager, Vorstandsvorsitzender der EON Energie AG
- Friedrich Heeren (1803–1885), Geheimer Regierungsrat und Professor
- Werner Kümmel (1834–1893), Bauingenieur
- Christian Kuhlemann (1891–1964), Ingenieur, Unternehmer und Politiker, Ehrenbürger und Ehrensenator der Universität Hannover
- Georg Lasius (1835–1928), Architekt und Hochschullehrer
- Hans-Joachim Liesecke (1931–2019), Professor für Grünflächenbau an der Universität Hannover
- Wilhelm Lüer (1834–1870), Architekt
- Hansheinrich Meier-Peter (* 1939), Professor für Schiffsbetriebstechnik, Schiffsmaschinenbau und Schiffstechnik
- Theodor Mithoff (1835–1892), Gymnasiallehrer, Hochschullehrer für Volkswirtschaftslehre und Parlamentarier
- Heinrich Ranafier (1846–1930), Eisenbahningenieur, Geheimer Oberbaurat
- Franz von der Recke (1854–1923), Staatsminister
- Moritz Rühlmann (1811–1896), Mathematiker und Maschineningenieur sowie Ehrenbürger der Stadt Hannover
- Hermann Schaedtler (1857–1931), Architekt, lieferte u. a. den Entwurf für das Corpshaus der Saxonia in der Wilhelm-Busch-Straße
- Ernst Schiess (1840–1915), Industrieller, Gründer des Vereins Deutscher Werkzeugmaschinenfabriken
- Gerhard Stoffert (* 1926), Professor für Gartenbau und Gartenbauökonomie
- Leo Sympher (1854–1922), Bauingenieur
- Ferdinand Wallbrecht (1840–1905), Architekt, Bauunternehmer und nationalliberaler Politiker
- Oskar Wolff (1858–1943), Industrieller, Ehrenbürger der Stadt Walsrode
- Wulfdiether Zippel (* 1938), Volkswirt, Professor für Internationale Wirtschaftsbeziehungen der Technischen Universität München (1980–?)